# آگا (فیلم)
آگا (به انگلیسی: Ága) فیلمی به کارگردانی میلکو لازاروف محصول سال ۲۰۱۸ است.

## داستان
شکارچی گوزن، نانوک، به همراه همسرش، سدنا، جایی میان یخ‌های دورافتاده شمالی زندگی می‌کنند. زندگی روزمره آن‌ها به‌سختی می‌گذرد، اما آن‌ها هرگز از این شرایط شکایتی نمی‌کنند. در عوض برای یکدیگر از افسانه‌های قدیمی و خواب‌ها و رویاهایشان حرف می‌زنند. مهم نیست که آنچه آن‌ها در خیال در حال وصف آن هستند، حیوان است یا انسان، مرده‌است یا زنده، بلکه هر چیزی در رؤیای آن‌ها معنا و جایگاه خودش را دارد. حال سدنا خوب نیست، درواقع به شکلی جدی بیمار است. اگرچه او مرهمی خانگی را به بخشی از شکمش که درد بسیاری دارد مالیده‌است، اما می‌داند که دارد می‌میرد. سدنا خیلی دلش می‌خواهد دربارهٔ آگا، دختری که سال‌ها پیش خانه والدینش را به قصد کار کردن در معدن الماسی دور از آن‌جا ترک کرده، صحبت کند. اما نانوک هیچ‌وقت سر صحبت دربارهٔ این موضوع را باز نمی‌کند. او دربارهٔ ارواح و خدایان، دربارهٔ هر چیزی با همسرش حرف می‌زند به جز فرزند خود. چه بر سر این پیرمرد خواهد آمد وقتی سدنا سفرش به ابدیت را آغاز کند؟

## جشنواره جهانی فیلم فجر
این فیلم در بخش سینمای سعادت (مسابقه بین‌الملل) سی و ششمین جشنواره جهانی فیلم فجر حضور داشت و توانست سیمرغ زرین بهرین فیلم را کسب کند. این جشنواره از ۳۰ فروردین تا ۶ اردیبهشت ۱۳۹۷ در شهر تهران برگزار شد.